# Presa di potenza

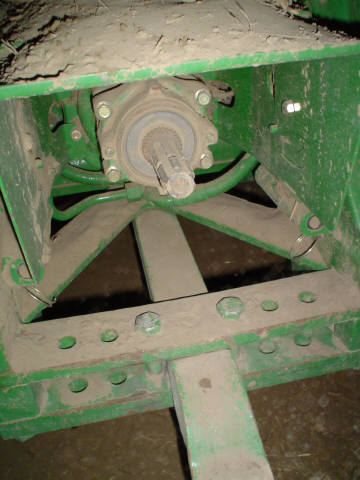
La presa di potenza di un trattore

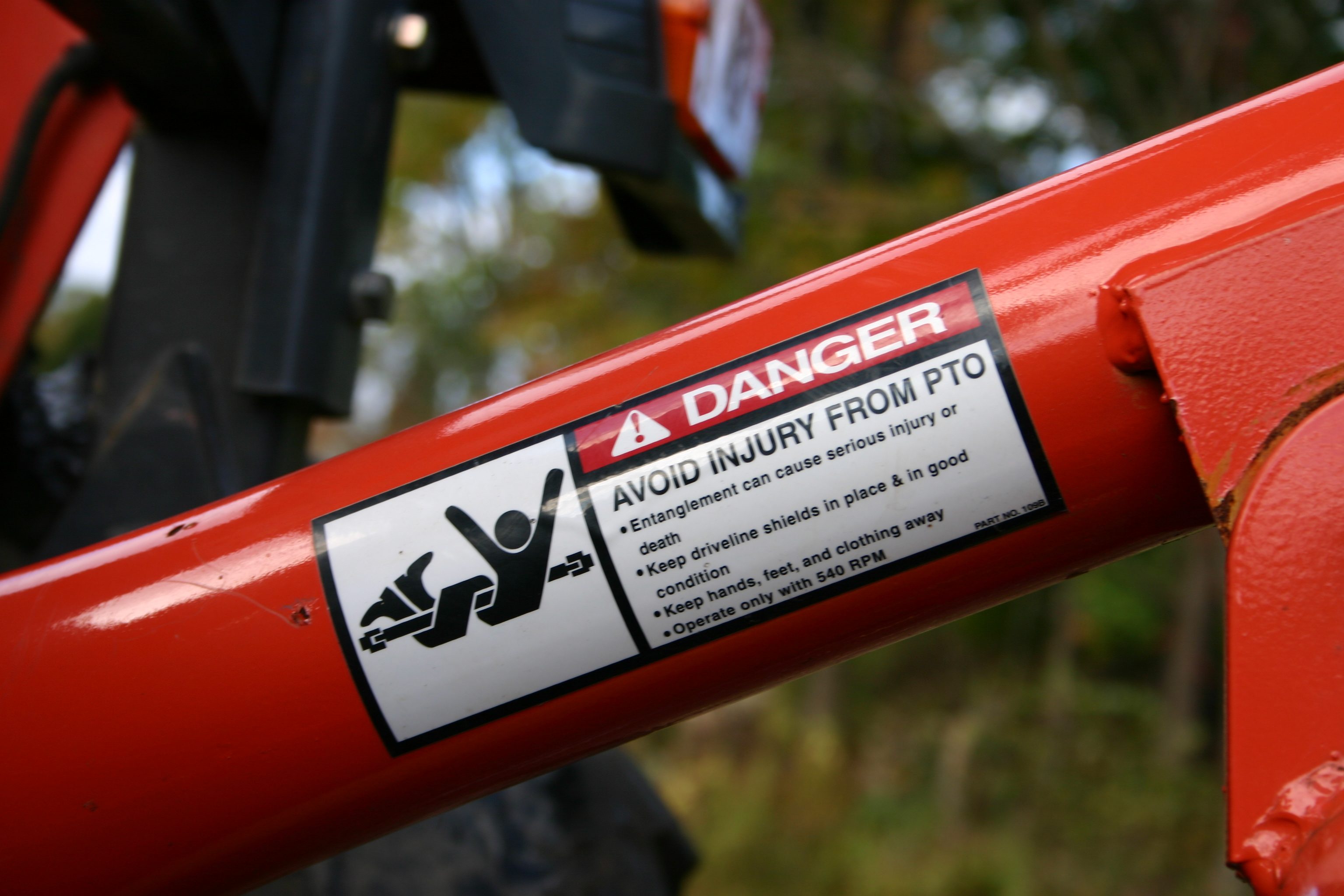
Pittogramma di pericolo conforme alla norma ANSI Z535 applicato su una presa di potenza.

La presa di potenza (o PDP o PTO, dall'inglese Power Take Off), detta anche presa di forza, è formata da un innesto presente nella parte posteriore (in alcuni modelli è presente anche nella parte anteriore) dei trattori agricoli, trattore stradale o altre trattrici, ove vengono agganciati gli accessori.
Le prese di potenza possono avere diverse velocità, generalmente 540 e 1000 giri al minuto e possono essere sincronizzate (la velocità di rotazione varia con il variare della velocità del trattore) o non sincronizzate (la velocità di rotazione rimane invariata, indipendentemente della velocità del trattore).